# 新潟県道12号松代高柳線
新潟県道12号松代高柳線（にいがたけんどう12ごう まつだい たかやなぎせん）は、新潟県十日町市と柏崎市を結ぶ県道（主要地方道）である。

## 概要

### 路線データ
- 起点：十日町市松代（国道253号交点）
- 終点：柏崎市高柳町岡野町（岡野町交差点、国道252号交点）

## 歴史
- 1993年（平成5年）5月11日 - 建設省から、県道松代高柳線が松代高柳線として主要地方道に指定される[1]。

## 路線状況

### 道の駅
- 道の駅じょんのびの里高柳（柏崎市高柳町高尾）

## 地理

### 通過する自治体
- 十日町市
- 柏崎市

### 交差する道路
- 国道253号（=国道403号重複）（十日町市松代、起点）
- 新潟県道426号石黒松代線（十日町市松代）
- 新潟県道219号松代岡野町線（十日町市松代）
- 新潟県道275号門出石黒線（柏崎市高柳町門出）
- 新潟県道78号大潟高柳線（柏崎市高柳町高尾）
- 国道252号（柏崎市高柳町岡野町・岡野町交差点、終点）

### 沿線の施設など
- 新潟県立松代高等学校
- 鯖石川ダム
- 新潟県立こども自然王国
- 柏崎市高柳町事務所
- 柏崎市立高柳小学校
- 柏崎市立高柳中学校